# Ochrona przeciwporażeniowa podstawowa
Ochrona przeciwporażeniowa podstawowa (ochrona przed dotykiem bezpośrednim) – środki ochrony przeciwporażeniowej w urządzeniach elektrycznych zabezpieczające przed zetknięciem się człowieka z częściami czynnymi lub przed wystąpieniem niebezpiecznych napięć na częściach przewodzących dostępnych.
W urządzeniach powszechnego użytku, przeznaczonych do obsługi przez osoby niemające kwalifikacji elektrycznych, jako ochronę podstawową stosuje się: izolację podstawową, obudowy i przegrody. W urządzeniach stosowanych w miejscach ruchu elektrycznego, do którego dostęp mają wyłącznie wykwalifikowani pracownicy, jako ochronę podstawową stosowane mogą być: odgrodzenia, umieszczenie części czynnych poza zasięgiem ręki.
Środki ochrony przy dotyku bezpośrednim to:
- izolacja podstawowa
- obudowy
- przegrody
- ochrona przez umieszczenie poza zasięgiem ręki